# Todai-dži
Tōdai-dži (東大寺, vzhodni veliki tempelj) je budistični tempeljski kompleks, ki je bil nekoč eden od mogočnih sedmih velikih templjev v mestu Nara na Japonskem. Čeprav je bil prvotno ustanovljen leta 738 n. št., Todai-dži ni bil odprt do leta 752 n. št. Tempelj je bil od takrat podvržen več rekonstrukcijam, najpomembnejša rekonstrukcija (tista Velike Budove dvorane) pa je potekala leta 1709. V veliki dvorani Bude (大仏殿 Daibucuden) je največji bronasti kip Bude Vairocana na svetu, v japonščini znan kot Daibutsu (大仏). Tempelj služi tudi kot japonski sedež budistične šole Kegon. Tempelj je uvrščen na Unescov seznam svetovne dediščine kot eden od zgodovinskih spomenikov starodavne Nare, skupaj s sedmimi drugimi kraji, vključno s templji, svetišči in kraji v mestu Nara.

## Zgodovina

### Izvor
Začetek gradnje templja, kjer je danes kompleks Kinšōsen-dži, lahko datiramo v leto 728 n. št., ko je cesar Šomu ustanovil Kinšōsen-dži (金鐘山寺) kot pomiritev za princa Motoija (ja: 基王), njegovega prvega sina s soprogo iz klana Fudživara Kōmjōši. Princ Motoi je umrl leto po rojstvu.
V obdobju Tenpjō je Japonska trpela zaradi vrste katastrof in epidemij. Po teh težavah je cesar Šomu leta 741 izdal edikt za spodbujanje gradnje provincialnih templjev po vsej državi. Kasneje leta 743 v obdobju Tenpjō je cesar naročil gradnjo Daibucuja.  Tōdai-dži (takrat še Kinšōsen-dži) je bil imenovan za provincialni tempelj province Jamato in vodjo vseh provincialnih templjev. Z domnevnim državnim udarom, ki ga je izvedel Nagaja leta 729, velikim izbruhom črnih koz okoli leta 735–737, ki ga je poslabšalo nekaj zaporednih let slabih pridelkov, čemur je sledil upor, ki ga je leta 740 vodil Fudživara no Hirocugu, je bila država v kaotični situaciji. Cesar Šomu je bil prisiljen štirikrat premakniti prestolnico, kar kaže na določeno stopnjo nestabilnosti v tem obdobju.

### Vloga v zgodnjem japonskem budizmu
Po legendi je menih Gjōki odšel v Veliko svetišče Ise, da bi uskladil šintoizem in budizem. Sedem dni in noči je recitiral sutre, dokler orakelj ni razglasil Vairocana Budo za združljivega s čaščenjem sončne boginje Amaterasu.
V sistemu vladanja ricurjō v obdobju Nara je budizem močno regulirala država prek Sōgō (僧綱, Urad za duhovniške zadeve). V tem času je Tōdai-dži služil kot osrednji upravni tempelj za provincialne templje  in za šest budističnih šol na Japonskem v tistem času: Hosō, Kegon, Džōdžicu, Sanron, Ricu in Kuša. Pisma iz tega časa prav tako kažejo, da je imelo vseh šest budističnih šol pisarne v Tōdai-dži, skupaj z upravitelji, svetišči in lastno knjižnico.
Japonski budizem je v tem času še vedno ohranjal linijo Vinaja in vsi menihi z uradnim dovoljenjem so morali prevzeti posvečenje pod Vinajo v Tōdai-dži. Leta 754 n. št. je Gandžin, kitajski menih, ki je pomagal širiti budizem na Japonskem, ki je prispel na Japonsko po več kot 12 letih potovanja in šestih poskusih prečkanja morja iz Kitajske, posvetil cesarici Kōken, nekdanjemu cesarju Šomu in drugim. Poznejši budistični menihi, vključno s Kukaijem in Saičojem, so tudi tukaj prejeli svoje posvečenje. Med Kūkaijevim upravljanjem Sōgōja so bile v Tōdai-dži dodane dodatne ceremonije posvečenja, vključno s posvetitvijo Bodhisatvinih predpisov iz Brahma Net Sutre in ezoteričnih predpisov ali Samaja iz Kukaijeve novoustanovljene šole budizma Šingon. Kūkai je dodal dvorano Abhiseka za uporabo za iniciacijo menihov šestih Nara šol v ezoterična učenja do leta 829 n. št.

### Nazadovanje
Ko se je središče moči v japonskem budizmu premaknilo iz Nare na goro Hiei in sekto Tendai in ko se je središče politične moči na Japonskem po vojni Genpei preselilo iz cesarjevega glavnega mesta v šogunovo bazo v Kamakuri, je Tōdai-džijeva vloga pri ohranjanju avtoritete je upadla. V kasnejših generacijah je izumrla tudi linija Vinaja, kljub večkratnim poskusom, da bi jo oživili; zato v Tōdai-dži ne potekajo več obredi posvečenja.

## Arhitektura

### Začetna gradnja
Leta 743 je cesar Šōmu izdal zakon, ki določa, da se morajo ljudje neposredno vključiti v ustanavljanje novih budističnih templjev po vsej Japonski. Cesar je verjel, da bo takšna pobožnost navdihnila Budo, da zaščiti njegovo državo pred nadaljnjo katastrofo. Gjōki je s svojimi učenci potoval po provincah in prosil za donacije. Po zapisih, ki jih hrani Tōdai-dži, je več kot 2.600.000 ljudi skupaj pomagalo zgraditi Velikega Budo in njegovo dvorano; prispevanje  riža, lesa, kovine, blaga ali dela; pri čemer 350.000 dela neposredno na gradnji kipa 16 m visok kip je bil zgrajen v osmih odlitkih v treh letih, glava in vrat pa sta bila ulita skupaj kot ločen element. Kip so najprej začeli izdelovati v Šigarakiju. Po številnih požarih in potresih se je gradnja končno nadaljevala v Nari leta 745, Buda pa je bil končno dokončan leta 751. Leto pozneje, leta 752, je potekala slovesnost odprtja oči, ki jo je spremljalo 10.000 menihov in 4000 plesalcev za praznovanje dokončanja Bude. Indijski duhovnik Bodhisena je cesarju Šōmuju odprl oči. Projekt je Japonsko močno izčrpal, saj je kip uporabil veliko japonskega brona in se v celoti zanašal na uvoženo zlato. 48 lakiranih cinobaritnih stebrov s premerom 1,5 m in dolžino 30 m podpira modro streho iz ploščic Daibucu-den.
Zemljevidi, ki vključujejo nekatere prvotne strukture Todai-dži, so redki, čeprav nekateri obstajajo še danes. Nekatere od teh struktur vključujejo dve pagodi, knjižnico, predavalnico, refektorij in menihove prostore, ki so za glavno dvorano. Todai-dži ni deloval le kot kraj čaščenja in budistične prakse, ampak kot kraj višjega učenja in študija. Veliko tega, kar sodobniki zdaj vedo o prvotni postavitvi templja, izhaja iz zapisov menihov, ki so tam živeli in študirali.
Prvotni kompleks je vseboval dve 100 m visoki pagodi, zaradi česar sta bili eni izmed najvišjih stavb v tistem času. Stali sta na obeh straneh kompleksa, ena na zahodni (西塔) in ena na vzhodni strani (東塔). Pagodi sta bili obdani z obzidanim dvoriščem s štirimi vrati. Te je uničil potres. Eden od zaključkov sorin je preživel in stoji na mestu, kjer je nekoč stala ena od pagod.
Šosoin je bil njegovo skladišče in zdaj vsebuje veliko artefaktov iz obdobja Tenpjō japonske zgodovine.

### Rekonstrukcija post-Nara obdobja
Dvorana Velikega Bude (Daibucuden) je bila po požaru dvakrat obnovljena. Sedanja stavba je bila dokončana leta 1709 in čeprav je ogromna – dolga 57 metrov, široka 50 metrov in visoka 49 metrov – je dejansko 30 % manjša od svoje predhodnice, saj je bila zmanjšana iz 11 na 7 travej zaradi pomanjkanja sredstev. Do leta 1998 je bila največja lesena stavba na svetu. Presegle so ga sodobne strukture, kot je med drugim japonski bejzbolski stadion Odate Jukai Dome. Kip velikega Bude je bil večkrat predelan zaradi različnih razlogov, vključno s poškodbami zaradi potresa. Sedanje roke kipa so bile narejene v obdobju Momojama (1568–1615), glava pa v obdobju Edo (1615–1867).
Obstoječi Nandaimon (Velika južna vrata) je bil zgrajen konec 12. stoletja na podlagi sloga Daibucujō, potem ko je prvotna vrata uničil tajfun v obdobju Heian. Plešoči figuri Nio, dveh 8,5 metrov visokih varuhov v Nandaimonu, so približno v istem času zgradili umetniki Unkei, Kaikei in njihovo osebje v delavnici. Nio je par A-un, znan kot Ungjo, ki ima po tradiciji izraz obraza z zaprtimi usti, in Agjo, ki ima izraz odprtih ust. Dve figuri je med letoma 1988 in 1993 skrbno ovrednotila in obsežno restavrirala skupina umetniških konservatorjev. Do takrat ti skulpturi še nikoli nista bili premaknjeni iz niš, v katerih sta bili prvotno nameščeni. Ta zapleten projekt ohranjanja, ki je stal 4,7 milijona dolarjev, je vključeval restavratorsko skupino 15 strokovnjakov iz Nacionalnega inštituta za popravilo zakladov v Kjotu.

### Mere Daibucuja
Tempelj ima naslednje dimenzije kipa: 
- Višina: 14,98 m
- Obraz: 5,33 m
- Oči: 1,02 m
- Nos: 0,5 m
- Ušesa: 2,54 m

Ramena kipa merijo 28 metrov, na glavi pa je 960 šestih kodrov. Zlata avreola Bude Birušana ima premer 27 m s 16 slikami, vsaka je visoka 2,4 m. 
Pred kratkim so z uporabo rentgenskih žarkov znotraj kolena Velikega Bude odkrili človeški zob, skupaj z biseri, ogledali, meči in dragulji; to naj bi bile relikvije cesarja Šomuja.
Kip tehta 500 ton.

## Območja templja in vrtovi
Različne stavbe Tōdai-dži so bile vključene v splošni estetski namen zasnove vrtov. Sosednje vile danes veljajo za del Tōdai-dži. Nekatere od teh struktur so zdaj odprte za javnost.
Skozi stoletja so se stavbe in vrtovi skupaj razvijali, da bi postali sestavni del organske in žive tempeljske skupnosti.
Kulturni center Tōdai-dži je bil odprt 10. oktobra 2011 in obsega muzej, v katerem so razstavljene številne skulpture in drugi zakladi, shranjeni v različnih tempeljskih dvoranah, skupaj s knjižnico in raziskovalnim centrom, skladiščem in avditorijem.

## Japonski narodni zakladi
Arhitekturna mojstrovina razvrščena kot:
| Romadži               | Kandži          | Opis                                                                                     |
| --------------------- | --------------- | ---------------------------------------------------------------------------------------- |
| Kondo (Daibucuden)    | 金堂 (大仏殿)   | Zlata dvorana je stavba v kateri je glavni predmet čaščenja                              |
| Nandaimon             | 南大門          | Velika južna vrata                                                                       |
| Kaizan-dō             | 開山堂          | Ustanoviteljeva dvorana je stavba v templju, kjer je podoba ustanovnega opata            |
| Šōrō                  | 鐘楼            | stavba zvonov - zvonik budističnega templja                                              |
| Hokke-dō (Sangacu-dō) | 法華堂 (三月堂) | Dvorana Lotosove sutre; dvorana, katere postavitev omogoča hojo okoli kipa za meditacijo |
| Nigacu-dō             | 二月堂          | Dvorana drugega meseca                                                                   |
| Tegaimon              | 転害門          | Velika dvorana Buda                                                                      |

## Glavni zgodovinski dogodki
728: Kinšōsen-dži, predhodnik Tōdai-dži, je ustanovljen kot gesta pomiritve za nemirnega duha princa Motoija.
741: Cesar Šomu poziva k ustanovitvi provincialnih templjev po vsej državi in Kinšōsen-dži imenuje za glavni provincialni tempelj Jamato.
743: Cesar ukaže, da se zgradi zelo velik kip podobe Bude – Daibucu ali Veliki Buda - in začetna dela se začnejo v Šigaraki-no-mija.
745: Prestolnica se vrne v Heidžō-kyō, gradnja Velikega Bude se nadaljuje v Nari. Uporaba imena Tōdai-dži je zabeležena.
752: Potekala je slovesnost ob praznovanju dokončanja Velikega Bude.
855: Glava velikega kipa Bude Vairocana je nenadoma padla na tla; darila pobožnih po celem imperiju so bila zbrana, da bi ustvarili drugo, bolj dobro sedečo glavo za obnovljenega Daibucuja.

## V popularni kulturi
Macuo Bašō se v haikuju (1689–1670) sklicuje na kip Velikega Bude: 初雪や / いつ大仏 / の柱立.
"Prvi sneg! / Ko Budin veliki kip / postavitev stebra" ]
in,
»Prvi sneg in / tam stoji veliki Buda / steber moči« 
Tōdai-dži je bil uporabljen kot lokacija v več japonskih filmih in televizijskih dramah. Uporabljen je bilo tudi v filmu Johna Wayna Barbarian and the Gejša iz 1950-ih, ko so Nandaimon, Velika južna vrata, služila kot mestna vrata.
20. maja 1994 je v Tōdai-dži potekal mednarodni glasbeni festival The Great Music Experience, ki ga je podprl UNESCO. Med izvajalci so bili Tokijski novi filharmonični orkester, X Japan, INXS, Jon Bon Jovi, Joni Mitchell, Bob Dylan, Tomoyasu Hotei, Roger Taylor, klasični japonski bobnarji in budistični meniški zbor. Ta dogodek, ki ga je organiziral britanski producent Tony Hollingsworth, je bil 22. in 23. maja 1994 hkrati predvajan v 55 državah.
Animirana serija iz leta 2007 Mononoke (モノノ怪), ki je spin-off antološke serije grozljivk iz leta 2006 Ayakashi: Samurai Horror Tales, se v 8. in 9. epizodi sklicuje na Tōdai-dži, zlasti na sobo zakladov Šōsōin.
Tōdai-dži se uporablja kot japonski čudež v Age of Empires II.

## Mednarodni doseg
Po požaru aprila 2019, ki je poškodoval zvonik druge Unescove svetovne dediščine, stolnice Notre Dame v Parizu, so japonske oblasti objavile načrte za razširitev ukrepov za preprečevanje požarov na več zgodovinskih lokacijah, vključno z Todai-dži v Nari, deloma z zaposlitvijo novih, mlajših, zaposlenih v kontekstu, kjer se osebje templjev in svetišč stara. Skrbniki templja Todai-dži so na hodniku za kipom Velikega Bude namestili tudi škatlo za donacije z napisom »Obnovimo stolnico Notre Dame«. Junija 2019 je napis poleg škatle v japonščini in angleščini pojasnil, zakaj Todai-dži kot sedež sekte budizma Kegon na ta način zbira sredstva. Angleška različica je izjavila: »Tempelj Todai-dži je bil rekonstruiran vsakič, ko je zgorel v velikih požarih, zahvaljujoč znatnemu trudu mnogih ljudi. Iskreno izražamo naše najgloblje sočutje ob tragediji, ki je prizadela Notre-Dame de Paris. Če gremo dlje od veroizpovedi, prosimo vse za podporo pri obnovi stolnice.«

## Galerija
- Varuh, Todai-dži.
- Tengai-mon je tudi nacionalni zaklad (8. stoletje).
- Hokke-dō je tudi nacionalni zaklad (8. stoletje).
- Nigacu-dō je tudi nacionalni zaklad (17. stoletje).
- Daibucu; upoštevajte skrbnika, ki stoji na dnu za lestvico.
- Kamnit Džizō iz posestva Tōdai-dži.
- Komokuten, eden od para varuhov v Daibucuden
- Vaiśravaṇa bdi nad Tōdai-dži in njegovimi območji.
- Bronast zvon
- Šuni-e je potekal od 1. do 14. marca v Nigacu-dō.
- Onigavara strešniki
- Bodhisattve vrezane na lotosov cvetni list prestola glavnega Bude, 8. stoletje.
- Vrezana podoba prestola glavnega Bude na lotosovem lističu, 8. stoletje.
- Relief Bodhisatve, ki igra na flavto, na tempeljski osmerokotni luči iz 8. stoletja.
- Sōrin
- Agjo, enega od dveh velikih varuhov vrat v Nandaimonu, so leta 1203 ustvarili Unkei, Kaikei in drugi kiparji
- Glavna dvorana s festivalsko dekoracijo
- Podporni drog v Daibucuden ima luknjo, ki naj bi bila enake velikosti kot ena od Daibucujevih nosnic. Legenda pravi, da bodo tisti, ki gredo skozi to, v naslednjem življenju blagoslovljeni z razsvetljenjem.
- Šaka pri rojstvu (Narodni zaklad)
- Gakko Bosacu
- Tamonten
- Vajirapani Šukongošin
- Fukukensaku Kvanon Hokeda
- Kokūzō Bosacu
- Njoirin-kanon
- Lesena skulptura Binzuru (zdravilec) v templju Todai-dži